# Promogest
La Società Cooperativa Dilettantistica Promogest, nota semplicemente come Promogest o Promogest Quartu, è una società italiana di sport acquatici con sede a Quartu Sant'Elena.
Nata nel 1991 come società di realizzazione e gestione di impianti sportivi, si è in seguito indirizzata verso l'attività agonistica. Le discipline praticate sono nuoto, pallanuoto e nuoto sincronizzato, dal livello giovanile a quello master.

## Pallanuoto
La Promogest è attiva sia nel settore maschile che in quello femminile. Nella stagione 2011-2012 la squadra maschile conclude la stagione regolare del campionato di Serie A2 al secondo posto, a pari punti con la capolista Lazio ma alle sue spalle per il risultato negli scontri diretti; nei play-off i quartesi eliminano in semifinale la President Bologna e superano in finale la Pallanuoto Brescia, ottenendo la prima promozione in A1 da parte di una squadra sarda. Negli anni successivi tuttavia la formazione tornerà nelle categorie inferiori, scendendo nel 2023 in Promozione, il quinto livello del campionato italiano, dal quale riuscirà a risalire in Serie C dopo soltanto una stagione.
La squadra femminile arriva al campionato di A2 nel 2006-2007. Nella stagione 2011-2012, come la squadra maschile, arriva ai play-off, ma perde in semifinale con la SIS Roma
| N° |                                                                                                 | Ruolo       | Giocatore  |
| -- | ----------------------------------------------------------------------------------------------- | ----------- | ---------- |
|    | [[File:{{Naz/{{{nazione}}}\|a}}\|class=noviewer\|{{Naz/{{{nazione}}}\|c}} (bandiera)\|20x16px]] | {{{ruolo}}} | {{{nome}}} |
|    | [[File:{{Naz/{{{nazione}}}\|a}}\|class=noviewer\|{{Naz/{{{nazione}}}\|c}} (bandiera)\|20x16px]] | {{{ruolo}}} | {{{nome}}} |
|    | [[File:{{Naz/{{{nazione}}}\|a}}\|class=noviewer\|{{Naz/{{{nazione}}}\|c}} (bandiera)\|20x16px]] | {{{ruolo}}} | {{{nome}}} |
|    | [[File:{{Naz/{{{nazione}}}\|a}}\|class=noviewer\|{{Naz/{{{nazione}}}\|c}} (bandiera)\|20x16px]] | {{{ruolo}}} | {{{nome}}} |
|    | [[File:{{Naz/{{{nazione}}}\|a}}\|class=noviewer\|{{Naz/{{{nazione}}}\|c}} (bandiera)\|20x16px]] | {{{ruolo}}} | {{{nome}}} |
|    | [[File:{{Naz/{{{nazione}}}\|a}}\|class=noviewer\|{{Naz/{{{nazione}}}\|c}} (bandiera)\|20x16px]] | {{{ruolo}}} | {{{nome}}} |
|    | [[File:{{Naz/{{{nazione}}}\|a}}\|class=noviewer\|{{Naz/{{{nazione}}}\|c}} (bandiera)\|20x16px]] | {{{ruolo}}} | {{{nome}}} |

| N° |                                                                                                 | Ruolo       | Giocatore  |
| -- | ----------------------------------------------------------------------------------------------- | ----------- | ---------- |
|    | [[File:{{Naz/{{{nazione}}}\|a}}\|class=noviewer\|{{Naz/{{{nazione}}}\|c}} (bandiera)\|20x16px]] | {{{ruolo}}} | {{{nome}}} |
|    | [[File:{{Naz/{{{nazione}}}\|a}}\|class=noviewer\|{{Naz/{{{nazione}}}\|c}} (bandiera)\|20x16px]] | {{{ruolo}}} | {{{nome}}} |
|    | [[File:{{Naz/{{{nazione}}}\|a}}\|class=noviewer\|{{Naz/{{{nazione}}}\|c}} (bandiera)\|20x16px]] | {{{ruolo}}} | {{{nome}}} |
|    | [[File:{{Naz/{{{nazione}}}\|a}}\|class=noviewer\|{{Naz/{{{nazione}}}\|c}} (bandiera)\|20x16px]] | {{{ruolo}}} | {{{nome}}} |
|    | [[File:{{Naz/{{{nazione}}}\|a}}\|class=noviewer\|{{Naz/{{{nazione}}}\|c}} (bandiera)\|20x16px]] | {{{ruolo}}} | {{{nome}}} |
|    | [[File:{{Naz/{{{nazione}}}\|a}}\|class=noviewer\|{{Naz/{{{nazione}}}\|c}} (bandiera)\|20x16px]] | {{{ruolo}}} | {{{nome}}} |

## Archivio delle stagioni
- 2013-2014
- 2012-2013